# Damparis
Damparis is een gemeente in het Franse departement Jura (regio Bourgogne-Franche-Comté). De plaats maakt deel uit van het arrondissement Dole. Damparis telde op 1 januari 2022 2.590 inwoners. 

## Geografie
De oppervlakte van Damparis bedroeg op 1 januari 2022 8,85 vierkante kilometer; de bevolkingsdichtheid was toen 292,7 inwoners per km². De gemeente ligt aan het Rhône-Rijnkanaal.

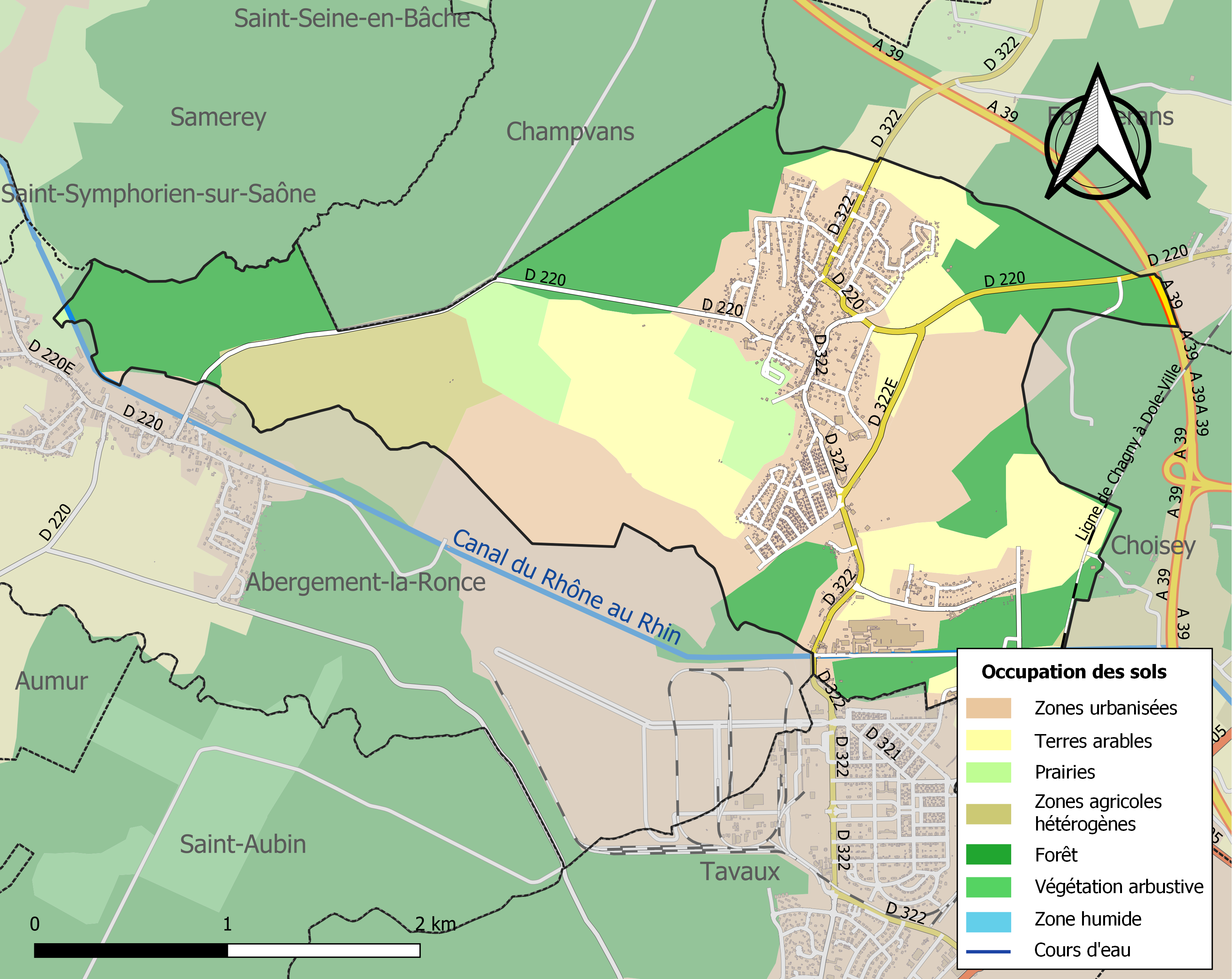
Kaart van de gemeente met de belangrijkste infrastructuur, bodemgebruik en omliggende gemeenten

## Demografie
Onderstaande figuur toont het verloop van het inwonertal (bron: INSEE-tellingen).